# Kim Yong-sik (lutte)
Dans ce nom coréen, le nom de famille, Kim, précède le nom personnel.
Pour les articles homonymes, voir Kim et Kim Yong-sik.
Kim Yong-sik, né le 17 novembre 1967, est un lutteur nord-coréenne pratiquant la lutte libre.

## Carrière
En 1986, il est à la fois sacré champion du monde junior et senior en moins de 52 kg. Médaillé d'argent mondial en 1987 en moins de 52 kg, Kim Yong-sik remporte la médaille d'or des Championnats d'Asie de lutte en 1988, aux Jeux asiatiques de 1990 et aux Championnats d'Asie 1991 en moins de 57 kg. Huitième des Championnats du monde de lutte 1991 en moins de 57 kg, il est ensuite médaillé de bronze dans la même catégorie aux Jeux olympiques d'été de 1992 à Barcelone.